# Roter Frontkämpferbund

Bundesabzeichen 1924–1926

Uniform, Abzeichen, Mitgliedsbücher sowie eine Schalmei des Rotfrontkämpferbund in der Hamburger Gedenkstätte Ernst Thälmann

Der Rote Frontkämpferbund (RFB) – auch Rotfrontkämpferbund – war der paramilitärische Wehrverband der Kommunistischen Partei Deutschlands (KPD) und wie alle Wehrverbände in der Weimarer Republik als Verein organisiert. Der RFB wurde 1924 gegründet und war die Nachfolgeorganisation der Proletarischen Hundertschaften und des vom Spartakusbund begründeten Roten Soldatenbunds aus Veteranen des Ersten Weltkriegs. Er verfügte mit der Roten Jungfront über eine eigene Jugend- sowie mit dem Roten Frauen- und Mädchenbund über eine eigene Frauenabteilung.  Unter dem Eindruck der von der KPD als Blutmai bezeichneten Mai-Unruhen in Berlin vom 1. bis 3. Mai 1929, wurde der RFB auf der Grundlage des Republikschutzgesetzes und des Reichsvereinsgesetzes in Preußen als größtem Gliedstaat der Weimarer Republik verboten.

## Zur Vorgeschichte

### Die Frontkämpferkultur nach dem Ersten Weltkrieg
Die Spannungen im Alltagsleben in Deutschland nach dem Ersten Weltkrieg ergaben sich neben der Niederlage, dem Verhalten der Siegermächte sowie der politischen Zerrissenheit und Radikalisierung auch aus der großen Zahl (um die 5 Millionen) von meist demobilisierten Soldaten. In ihren Reihen entwickelte sich eine spezifische Frontkämpferkultur, die unabhängig von der politischen Richtung der jeweiligen Gruppe oder Formation über gleiche Rituale und ein bedingt gleiches Selbstverständnis verfügte.
Ihre mehr oder weniger erzwungene Einordnung fand schließlich zu einem großen Teil im vertrauten Terrain statt, das sich häufig nur von einer unterschiedlichen politischen Vorstellung unterschied: In den nach 1924 sich entwickelnden überwiegend großen zentralen Frontkämpferverbänden. Allein rund drei Millionen Männer waren im republiktreuen Reichsbanner Schwarz-Rot-Gold und ungefähr 400.000 im rechtsorientierten Traditionalistenbund Stahlhelm organisiert. Dazu kamen der Jungdeutsche Orden, viele kleine regionale Kampf- und Ordnergruppen, schwarze Reichswehrverbände, die vielfach zerschlagene und verbotene SA und 50.000 – 100.000 Rote Frontkämpfer.
Zusammen mit einer großen Anzahl nach Sinn, Geborgenheit und „Heimat“ suchenden Jugendlichen ergab sich eine explosive Mischung.

### Von den „Schwarzen Katzen“ zum Roten Frontkämpferbund

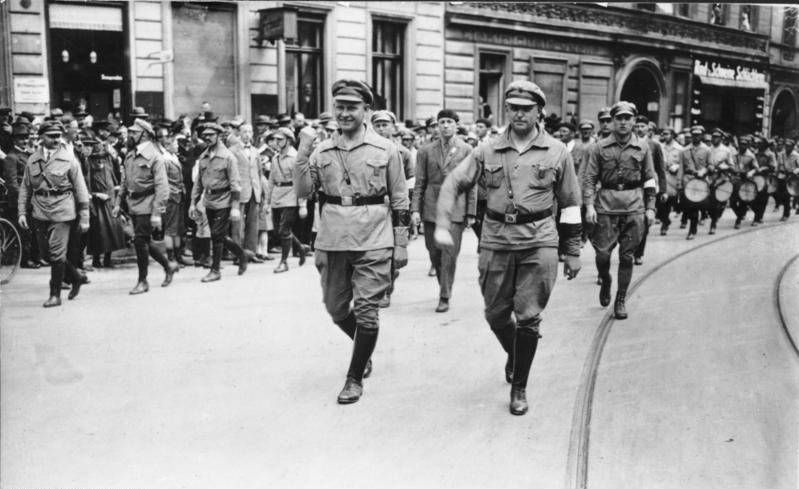
Reichstreffen Rotfrontkämpferbund 1927 (Ernst Thälmann (l.) und Willy Leow (r.))

Die Gründung des Roten Frontkämpferbundes wird gelegentlich mit den blutigen Auseinandersetzungen um einen „Deutschen Tag“ des Stahlhelm in Halle in Verbindung gebracht. Hierbei handelt es sich jedoch um einen politischen Mythos. Die paramilitärische Formation der KPD verfügte über eine Tradition, die sich aus dem kaiserlichen Heer und dessen Zusammenbruch 1918 erklärt. War sie doch gegründet worden, um einerseits die ehemaligen Soldaten (Frontkämpfer) zu sammeln und ihnen eine politische Heimat zu geben und andererseits als Sammelbecken zur Realisierung einer Volksfront-Theorie unter Führung der KPD.
Unabhängig von den überwiegend sozialdemokratisch gesinnten revolutionären Soldaten und deren Versuchen, Räte (Arbeiter- und Soldatenrat) zu etablieren, gab es bereits nach den Januarstreiks 1918 im Umfeld der Berliner Obleute eine Gruppe, die „Schwarze Katzen“ genannt wurde und versuchte, illegale Waffenlager anzulegen. Am 7. Oktober 1918 beschlossen der Spartakusbund und die Bremer Linksradikalen nach dem Vorbild der russischen Roten Armee und auf der theoretischen Grundlage von Lenins Militärprogramm („Das Militärprogramm der proletarischen Revolution“) illegale Kampfgruppen zu bilden und sich Waffen zu beschaffen. Als sich herausstellte, dass die Arbeiter- und Soldatenräte mehrheitlich sozialdemokratisch orientiert waren, gründete der Spartakusbund einen Roten Soldatenbund (RSB). Der RSB war in die meisten der folgenden Kämpfe, die vom Dezember 1918 bis Mai 1919 dauerten, verwickelt. Trotz einer sogenannten „Selbstauflösung“ im September 1919 blieben regionale Formationen bestehen. In Hamburg waren das z. B. ein Revolutionärer Matrosenbund und ein Verband inaktiver Marinemannschaften. Dazu kamen ebenfalls regional organisierte Ordnerverbände.
Nachdem im Juli/August 1920 der 2. Weltkongress der Kommunistischen Internationale (KI) die Bildung illegaler Organisationen zur Durchführung systematischer Untergrundtätigkeit beschlossen hatte, begann die KPD gezielt mit dem Aufbau eines „Apparates“, u. a. des antimilitärischen Apparates (AM-Apparat). In der so genannten „Einheitsfrontpolitik“ unter Führung der KPD, die das Exekutivkomitee der Kommunistischen Internationale (EKKI) nach den gescheiterten Aufstandsversuchen in Mitteldeutschland (Märzkämpfe) und Hamburg (Hamburger Aufstand) im folgenden Jahr beschlossen hatte, stellten die so genannten Proletarischen Hundertschaften ein zentrales Element zur Machtergreifung dar. Als diese jedoch im Zuge des erneuten Aufstandsversuchs 1923 mitsamt der Partei vom 23. November 1923 bis 1. März 1924 verboten worden waren, war die Führung der KPD und der KPdSU um – zumindest vorläufige – Legalität bemüht. Offiziell wurde auf eine Weiterführung bzw. Erneuerung der Wehrverbände verzichtet, die Diskussion darum ging aber schon bald weiter. So wurde in den Lehren der deutschen Ereignisse des Präsidiums des EKKI vom Januar 1924 die Arbeit in den „Organen der Einheitsfront von unten“, zu denen besonders die bewaffneten Hundertschaften zählten, als vordringlich hervorgehoben. Trotzki und Radek brachten einen Entwurf ein, der im Wesentlichen eine Fortsetzung und Erweiterung der Ordnertruppen vorsah. Danach sollten die Hundertschaften auch auf der Straße „zur Verteidigung der Demonstrationen der streikenden Arbeiter gegen die Gewalttaten der faschistischen Diktatur“ eingesetzt werden. Angenommen jedoch wurde die eher verschwommene Konzeption Sinowjews, hinter der sich die Vorstellung einer nicht näher definierten Roten Armee verbarg. In seinem Thesenentwurf heißt es ausdrücklich:

„Die KPD darf keinesfalls die Frage des bewaffneten Aufstandes und der Eroberung der Macht von der Tagesordnung absetzen […] Mit aller Hartnäckigkeit muß die Bewaffnung der Arbeiter, die technische Vorbereitung der entscheidenden Kämpfe fortgesetzt werden. Rote Hundertschaften lassen sich nicht auf dem Papier finden, sondern in Wirklichkeit nur dann, wenn mit ihnen die ganze Arbeitermasse sympathisiert und sie unterstützt. Zur Erreichung dieser Unterstützung und dieser Sympathie ist es unerläßlich, sie in engstem Zusammenhang mit den Teilkämpfen des Proletariats zu entfalten.“

Rund zwei Monate nach Aufhebung des KPD-Verbots waren sich auf dem IX. Parteitag der KPD (7.–10. April 1924) alle Fraktionen innerhalb der Partei über das Motto der Einheitsfront von unten und der Schaffung entsprechender Organe grundsätzlich einig. Unterschiedlich wurde lediglich die Gewichtung der Aufgaben betont: Legten die zu dem Zeitpunkt in der Opposition stehenden Linken den Schwerpunkt auf Agitation und Propaganda, so wollten die anderen die Bewaffnung in den Vordergrund stellen. Beschlossen wurde die

„Schaffung von Organen zur Führung dieser (Teil-) Kämpfe. Ständige Aktivität in der Schaffung von Einheitsfrontorganen (Betriebsausschüssen, Hundertschaften, Kontrollausschüssen, Räten), auch wenn die Kommunisten zunächst in ihnen noch um die Führung ringen müssen. Dabei geschickte und schnelle Verdrängung etwaiger gegnerischer Funktionäre.“

Der Aufbau einer neuen „Schutztruppe“ gehörte zu den vorrangigen Aufgaben. Diese Truppe sollte in Konkurrenz zum republiktreuen Reichsbanner Schwarz-Rot-Gold zum Sammelbecken aller Linken unter der Führung der KPD werden. Zusätzlich sollte Zersetzungsarbeit im Reichsbanner betrieben werden.

### Gründung

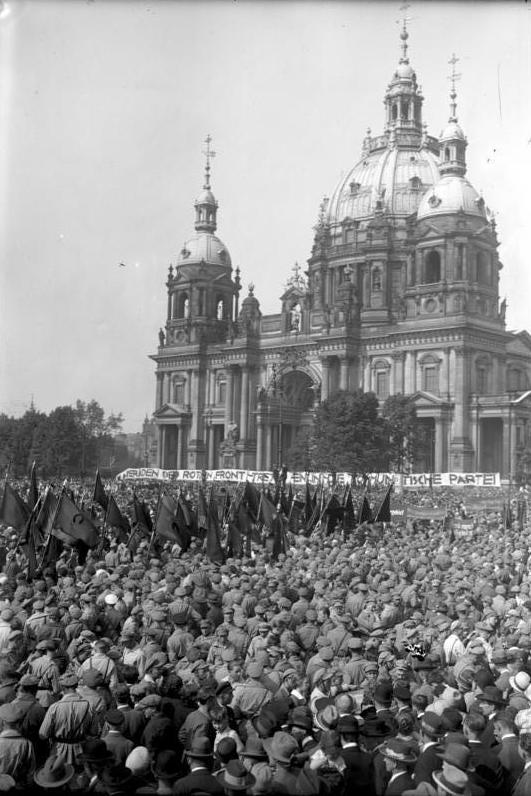
Pfingsttreffen des Rotfrontkämpferbundes 1928 in Berlin

Um die Spontaneität und die Unabhängigkeit des RFB von der Partei zu demonstrieren, wurde eigens ein Briefwechsel zwischen dem Bundesvorstand des RFB und der Zentrale der KPD produziert. Obwohl sich die Bundesleitung (BL) bereits am 22. August 1924 wegen organisatorischer Fragen mit je einem Schreiben an die Bezirksleitungen der KPD und an die bis dato kaum vorhandenen Bezirksleitungen des RFB gewandt hatte, schrieben die anfänglich eingesetzten Vorstandsmitglieder Seemann und Kakies am 17. September 1924 einen Brief an „die Zentrale der KPD“ mit der Bitte um Zusammenarbeit. War der erste vom 22. August im Indikativ gehalten, hatte der jetzige, für die Propaganda nach außen, einen anderen Ton eingeschlagen:

„Werte Genossen und Kameraden!
Wie Euch schon aus der Presse bekannt sein dürfte, hat sich im Reichsmaßstabe ein ‚Roter-Frontkämpfer-Bund‘ gebildet, über dessen Ziele die beiliegenden Satzungen Aufschluß geben. Es ist uns ein Bedürfnis, mit der proletarischen Partei in Verbindung zu treten, deren Ziel es ist, das Klassenbewußtsein zu fördern und die in allen ihren Handlungen vom Boden des Klassenkampfes ausgeht. Eines unserer Hauptziele ist die Verhinderung imperialistischer Kriege, deshalb können und wollen wir uns in keiner Weise mehr als Schildhalter der kapitalistischen Gesellschaftsordnung hergeben, im Gegensatz zum ‚Reichsbanner Schwarz-Rot-Gold‘, das in seinen Kundgebungen und Taten aktiv Stellung nimmt für das Kapital, gegen die unterdrückten Werktätigen. Selbstverständlich halten wir es für unsere Pflicht, die durch eine reformistische und kapitalistische Führerschaft im Reichsbanner irregeleiteten Proletarier aufzuklären, den Führern des Reichsbanners dagegen sagen wir den schärfsten Kampf an.
Den nationalistisch-faschistischen Organisationen gilt unser Kampf in gleichem Maße.
Wir bitten Euch, Genossen und Kameraden, zu unserer Organisation Stellung zu nehmen und uns Euren Bescheid mitzuteilen. Insbesondere fragen wir hierdurch bei Euch an, ob Ihr gewillt seid, uns moralisch zu unterstützen und in Eurer Presse unsere Publikationen usw. aufzunehmen. Wir erwarten baldmöglichst Euren Bescheid.“

Bereits auf den folgenden Tag ist die Antwort der Zentrale datiert, in der es u. a. heißt:

„Wir haben Euer Schreiben erhalten und teilen Euch mit, daß wir Euren Bestrebungen mit der größten Sympathie gegenüberstehen. Wir sind gern bereit, Euch unsere Presse zur Verfügung zu stellen und hoffen mit Euch, daß es gelingen möge, die Proletarier aus dem reformistischen und kapitalistischen Einfluß zu lösen.“

Der RFB wurde am 18. Juli 1924 in Halle gegründet. In seinem Gründungsaufruf wurde die Vereinigung gegen das „heuchlerische, kapitalistische, faschistische sogenannte ‚Frontsoldaten‘-Pack“ von Stahlhelm und SA betont.  Danach begann der Aufbau der neuen Organisation planmäßig in Großthüringen und Halle-Merseburg innerhalb eines Zeitraums propagandistischer Schwerpunktarbeit, in der „Antikriegswoche“ vom 31. Juli bis 4. August 1924. Am 28. August folgte Berlin und drei Tage später Braunschweig.
In Bremen wurde am 30. September 1924 eine erste Ortsgruppe gegründet, von der es einen Monat später in der „Bremer Arbeiter Zeitung“ (AZ) hieß: „Auch im hiesigen Bezirk erfolgte spontan aus der Arbeiterschaft heraus die Gründung einer Ortsgruppe des RFB.“
Die zahlenmäßige Entwicklung des RFB ist aufgrund der Erhebung des statistischen Datenmaterials bzw. der Profilierungswünsche oder Hoffnungen regionaler Führer lediglich als Tendenz zu werten. Am 23. September 1924 gibt der Bericht über die Gründung des Roten Frontkämpfer-Bundes nach „den Berichten aus den Bezirken“ als „Stand der Gründungen bis zum 1. September“ folgende Auskunft:
- „Halle-Merseburg – 71 Organisationen ca. 2.500 Mitglieder.“
- „Großthüringen – Ortsgruppen in Arnstadt, Berka, Kamburg, Erfurt, Gisbershausen, Greusen, Heringen, Hildburghausen, Jena, Ingersleben, Martinrode, Mühlhausen, Nordhausen, Pössneck, Rudolstadt, Saalfeld, Salza, Schnedt, Sonneberg, Weimar; Mitgliederzahl ca. 2.000. Dazu kommen 15 Ortsgruppen der Jugendorganisation, der Rote Jungsturm, mit ca. 2.000 Mitgliedern.“
- „Berlin-Brandenburg – Ortsgruppen bestehen in Berlin und Treppin; Mitgliedszahl noch nicht festzustellen, aber gering.“
- „Lausitz – Ortsgruppen in Kottbus, Finsterwalde, Niesky, Senftenberg und Ströbitz, Guben; Mitgliedsstand in Guben 150, in den anderen Ortsgruppen noch nicht festgestellt.“
- „Ostpreußen – 7 Ortsgruppen mit ca. 800 Mitgliedern.“
- „Ostsachsen – Gründung der Ortsgruppe Dresden gemeldet; weiter Nachrichten fehlen.“
- „Erzgebirge-Vogtland – meldet die Ortsgruppen Chemnitz, Plauen, Hertha mit ca. 600 Mitgliedern; Rohna und Rosswein; Mitgliedszahl nicht gemeldet.“
- „Niedersachsen – Ortsgruppen in Braunschweig, Hannover, Holzminden, Lauterberg und Wolfenbüttel; Mitgliedszahl nicht gemeldet.“
- „Mecklenburg – Ortsgruppen gegründet; nähere Mitteilungen fehlen noch.“
- „Pommern – Ortsgruppen sind gegründet; Näheres fehlt.“
- „Baden – Ortsgruppen in Mannheim, Heidelberg und Karlsruhe; Mitgliedsbestand fehlt.“
- „Nord- und Südbayern sind Gründungen vorläufig unmöglich.“
- „Folgende Bezirke haben Gründungen bis jetzt noch nicht gemeldet: Oberschlesien, Magdeburg-Anhalt, Wasserkante, Nordwest (Gründung erfolgt in dieser Woche), Ruhrgebiet, Niederrhein, Mittelrhein, Hessen-Waldeck, Hessen-Frankfurt, Rhein-Saar und Württemberg. (aber auch in diesen Bezirken erfolgen die Gründungen in diesen Tagen).“[10]

Gegründet wurde der RFB dort, wo die Proletarischen Hundertschaften am stärksten gewesen waren – in Großthüringen und Halle-Merseburg. Wie in Hamburg so musste die KPD-Führung an vielen Orten Druck ausüben, damit die regionalen Widerstände überwunden wurden. Die ersten Gruppen wurden in ihren Gründungen zwar durch die kommunistische Presse gefördert, konnten sich jedoch nicht auf Dauer etablieren. Der schwerfällige Aufbau der Organisation wurde von der DDR-Geschichtsschreibung im Wesentlichen der Fischer-Maslow-Zentrale angelastet, die später als „Ultralinke“ aus der KPD ausgeschlossen wurden. Jedoch galten die Mitglieder der provisorischen Bezirksleitung, Seemann und Kakies, nicht nur mit ihrer Aufgabe überfordert, sie sollen sich darüber hinaus auch an Geldern des Bundes bereichert haben. Darüber hinaus existierten unterschiedlichste Konkurrenzängste innerhalb der kommunistischen Organisationen. So befürchteten viele in einem zusätzlichen zentralen Bund eine Konkurrenz für die Partei. Darüber hinaus sahen Reste der militärischen Organisationen der Partei ebenso wie die verschiedenen Ordnerdienste (OD) ihre Positionen in Gefahr. Besonders letztere waren nicht selten Gegner der Zentralisierung und fürchteten um ihre Unabhängigkeit oder verknüpften andere Vorstellungen mit der Zukunft ihrer eigenen Gruppe.
Eine Weisung der Leitung des Antimilitärischer Apparats in der Parteizentrale zum Übertritt der Mitglieder des Ordnerdienstes in den RFB wurde nach einem Bericht des Reichskommissariats ebenso zögernd befolgt wie bei den Hundertschaften. Besonders dieser Personengruppe wurde eine „Überheblichkeit“ und „ein gewisses Überlegenheitsgefühl des ‚Soldaten‘ über den ‚Zivilisten‘ in der Partei“ nachgesagt. Soldaten als Avantgarde der Revolution stellten auch auf Seiten der Linken keine Neuheit dar. War die deutsche Arbeiterschaft bereits in den Spartakusbriefen als die Elitetruppe bezeichnet worden, avancierten die Soldaten der Revolution nach den eigenen revolutionären Erfahrungen besonders durch die Rote Armee Sowjet-Russlands zur Elite der Elite. Da „strenggenommen“ im Weimarer Staat „nur zwei politische Kampfbünde“ existierten, „die man als ‚Parteiarmeen‘ bezeichnen könnte, die SA der Nationalsozialisten und der RFB der Kommunisten“, liegt ein Vergleich nahe. Schuster zieht zwar den Schluss, dass „ein der SA vergleichbares Elitebewußtsein im RFB gar nicht erst aufkommen konnte“, hält den Gedankengang jedoch, „zumindest für die untere Funktionärsebene“, als „allzu naheliegend, als daß es nicht auch im RFB, im Verhalten und in den Äußerungen seiner Mitglieder zu finden“ gewesen wäre.
Am 1. Februar 1925 übernahm Ernst Thälmann die Leitung des RFB. Dieser entwickelte sich daraufhin unter Federführung von Willy Leow als zweiter Vorsitzender des Bundes zur paramilitärisch organisierten Bürgerkriegsarmee, die zwischen Agitation, militaristischen Aufmärschen, Straßenkampf und kriegerischen Planspielen die „Rote Wehrinternationale“ aufbauen sollte.

## Die Organisation des RFB

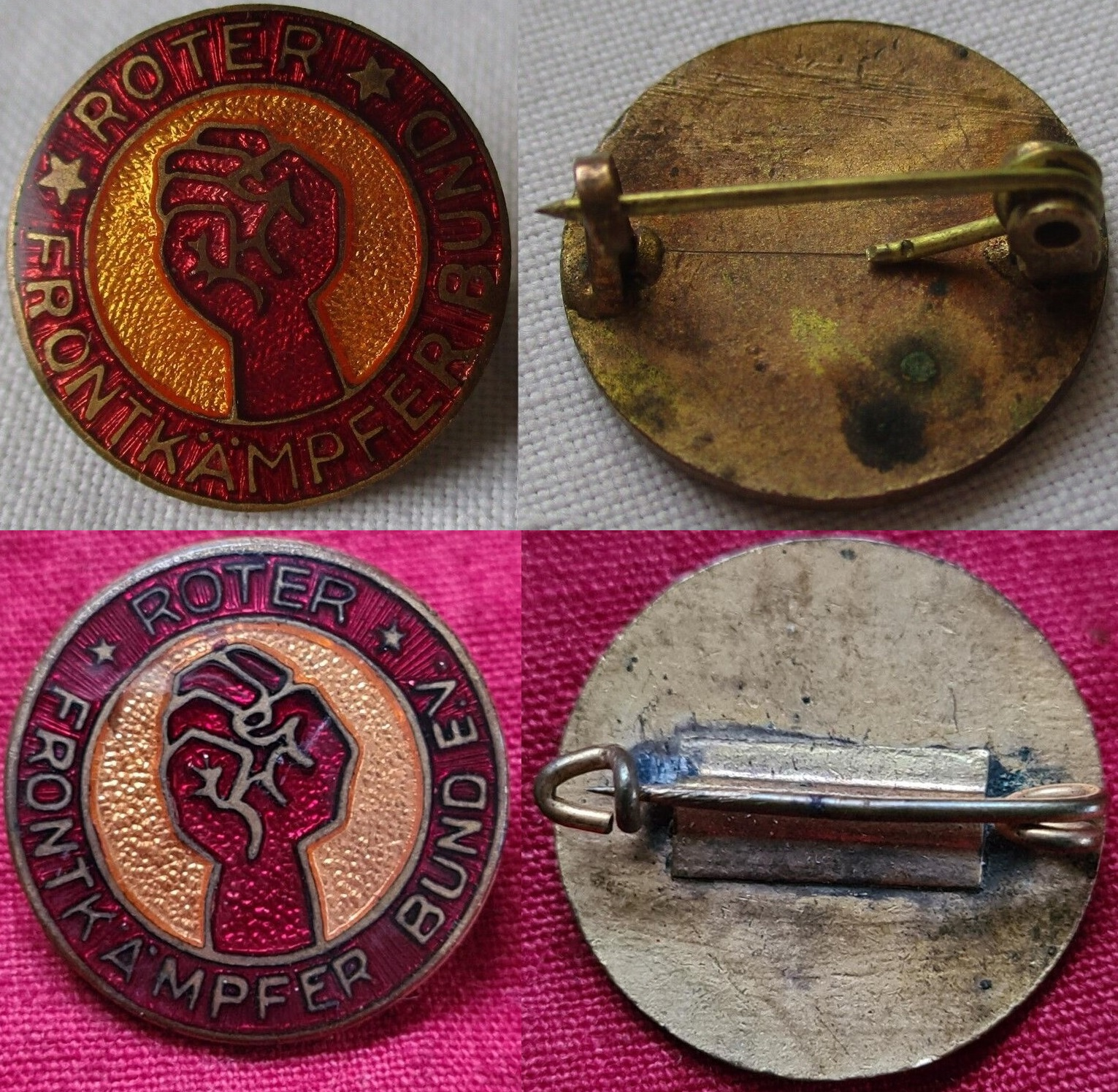
Bundesabzeichen 1924 und 1926

Formal war der RFB ein eingetragener Verein. Real war er streng hierarchisch gegliedert. Sein Aufbau begann von unten nach oben mit der Gruppe, die in der Regel aus 8 Mann und einem Gruppenführer bestand. Vier Gruppen stellten einen Zug (inklusive Zugführer) und drei Züge stellten eine Kameradschaft dar. Je nach den regionalen Gegebenheiten ergaben mehrere Kameradschaften eine Abteilung und mehrere Abteilungen eine Ortsgruppe.
Mehrere Ortsgruppen schlossen sich zu einem Gau zusammen. Im Mai 1925 hatte die 2. Reichskonferenz beschlossen, anstelle der Bezeichnung „Bezirk“ den Begriff „Gau“ einzuführen.
Jährlich fand eine Reichskonferenz statt, auf der die Delegierten über eine Fülle von Anträgen entschieden. Die Bundesführung wurde „durch Beschluß“ gewählt. Sie war „ausführendes, bestimmendes und verantwortliches Organ des Bundes“. Die Leitung des RFB stimmte mit der der KPD hundertprozentig überein.
Ebenfalls jährlich fand ein Reichstreffen des RFB und der KPD mit Massenaufmärschen, Musikkapellen etc. als Propagandaplattform statt. Das Reichstreffen war Vorbild für die regionalen „Roten Frontkämpfertage“, die unter der Kurzform „Rote Tage“ zur beliebtesten Agitationsform der Roten Frontkämpfer wurden.

### Die Rote Marine
Als Auslöser der revolutionären Erhebung im November 1918 in Kiel (Kieler Matrosenaufstand) erhielt die Marine als einziger Truppenteil durch eine eigene Sektion eine besondere Stellung innerhalb des RFB. Die als Rote Marine (RM) bezeichnete Gruppierung übernahm jedoch nicht nur das Andenken an Taten, die als außergewöhnlich revolutionär empfunden wurden, sondern ebenfalls die Tradition der Kaiserlichen Marine als die einer privilegierten Truppe.
Eine erste Sektion der Roten Marine wurde am 9. Juni 1925 in einem Lokal in der Davidstraße für den Raum Groß-Hamburg gegründet. Es folgten Kiel, Königsberg, Bremen und Lübeck.
Die Rote Marine, in Hamburg die eifrigsten Schalmeien-Musiker, stellte sich am stärksten dem Zentralismus entgegen und strebte nach Eigenständigkeit. Jeder Versuch, eine eigene Kasse zu unterhalten, wurde ihr untersagt. Eigene Veranstaltungen durften nur mit Zustimmung der zuständigen Gauführung ausgerichtet werden. Mit Blick auf die revolutionäre Tradition gebärdete sich die Rote Marine häufig als radikalste Gruppe des RFB. Dies führte dazu, dass auch an Orten eine Rote Marine gegründet werden sollte, die absolut keinerlei Verbindung zum Wasser hatten. Es wurde natürlich von der Bundesführung (BF) untersagt – lediglich in Hafenstädten sollten Dependancen entstehen.

### Problemfeld Jugend – vom Roten Jungsturm zur Roten Jungfront (RJ)
Seit den ersten Gründungen von RFB-Ortsgruppen bestand in diesen ein besonderes Verhältnis zwischen den ehemaligen Soldaten des Weltkriegs – der eigentlichen Zielgruppe – und der Jugend. So waren im Widerspruch zum Wunsch nach Sammlung kriegserfahrener Kämpfer die Gründungsveranstaltungen meistens von Jugendlichen dominiert.
Im Widerspruch dazu wurde die Jugendorganisation in den ersten Satzungen und Richtlinien des RFB nicht einmal erwähnt. Auf der 1. Reichskonferenz war der Rote Jungsturm (später Rote Jungfront) „einer der Hauptberatungsgegenstände“. Als Unterabteilung des RFB sollte der RJS in „gewissem Umfang“ eine „selbständige Organisation“ für die Altersgruppe der 16- bis 21-Jährigen (ab November 1928 bis 23-Jährigen) sein, und in alle RFB-Leitungen sollte ein RJS-Mitglied und in alle RJS-Leitungen ein RFB-Mitglied gewählt werden. Politische Aktionen bedurften allerdings der Genehmigung der zuständigen RFB-Leitung. In den Ortsgruppen waren die RFB-Kameraden als „Lehrer“ präsent. Ab 1927 konnte die RJF anlässlich der Reichskonferenz eine Vorkonferenz abhalten.
Die Zunahme der Agitation machte eine verstärkte Schulung notwendig. Von besonderer Bedeutung war die zentrale Ausbildung im Sinn der Partei. Zwei ursprünglich zu Ferienzwecken angedachte Sommerkamps wurden zu „Reichsführerlagern“ umfunktioniert. Das erste fand vom 3. bis 24. Juli 1927 im thüringischen Tambach-Dietharz und das zweite vom 15. Juli bis 12. August in Einsiedel (Erzgebirge) statt. Das Programm bestand aus militärischem Drill (Morgenappell, Planspiele, Wehrsportübungen usw.) gepaart mit einem Lagerleben, wie es bei Pfadfindern üblich ist.
Die größere Radikalität war zweifellos in der Jugendorganisation vorhanden, aber vielfach von einem unkontrollierten Aktionismus geprägt, der immer wieder neben den Schwierigkeiten mit den staatlichen Organen auch Probleme mit der Mutterorganisation brachte. Auf der 2. Reichskonferenz wurde deutlich, dass der jugendliche Überschwang sogar zu Übergriffen der RJ auf den RFB geführt hatte.
Während der gesamten Zeit des Bestehens des RFB gelang es der Führung nicht, eine fruchtbare Jugendarbeit zu leisten. Ende 1925 gehörten 20 Prozent der RFB-Mitglieder zur RJ. Während die Mitgliederzahlen des Gesamtverbandes stetig anstiegen, stagnierten die der RJ. Auf der 5. Reichskonferenz des RFB im März 1928 wurde die Einführung einer eigenen Wehrsportgruppe der RJ für alle Mitglieder im Alter von 16 bis 28 Jahren beschlossen.

### Der „Rote Frauen und Mädchenbund“ (RFMB)

Emblem des RFMB

Eine besondere Rolle spielten die Frauen innerhalb des Männerbundes. Durften in die RJ anfänglich auch „Mädels“ aufgenommen werden, wurde 1925 trotz erheblicher Widerstände vieler männerbündischer Frontkämpfer kurzzeitig eine Rote Front Frauenliga (RFFL) und danach der Rote Frauen und Mädchenbund (RFMB) gegründet. Dessen untergeordnete Rolle in der Agitation wurde lediglich nach dem Verbot des RFB im Mai 1929 kurzzeitig durchbrochen, als die separate nicht verbotene Organisation den Männern Platz zu demonstrativen Auftritten bot.

## Agitations- und Propagandakultur des RFB – Berliner Vorgaben und norddeutsche Praxis

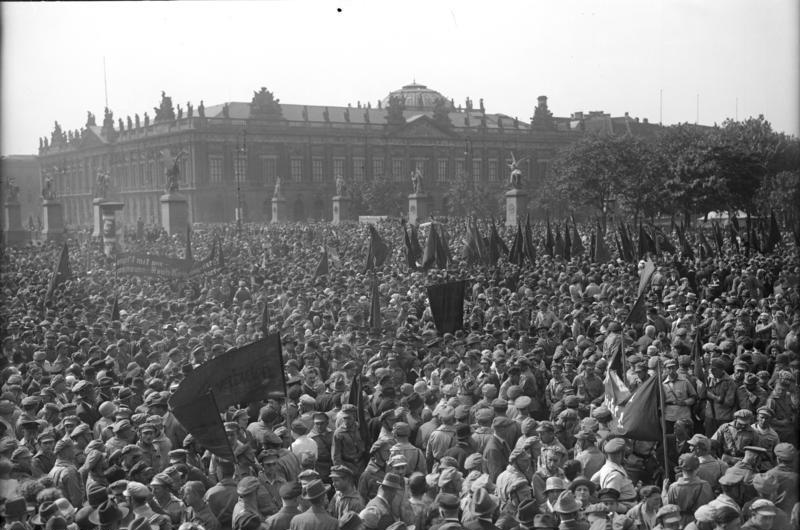
Pfingsttreffen im Berliner Lustgarten 1928

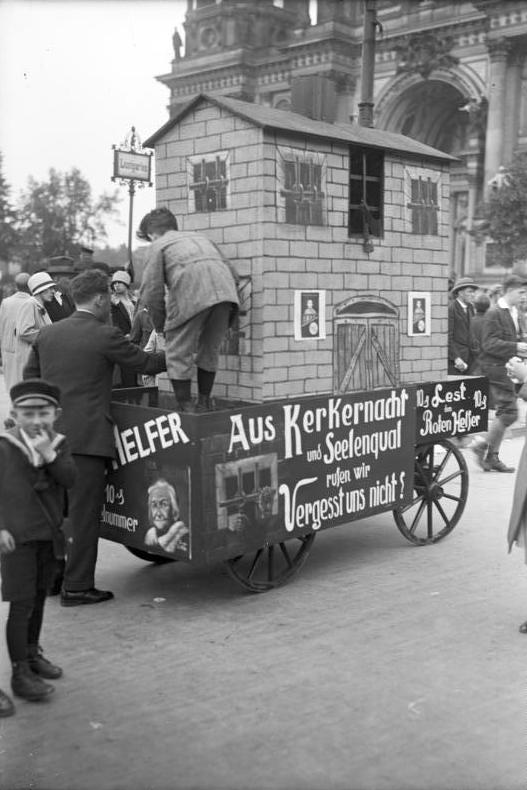
Propagandawagen für die Rote Hilfe im Berliner Lustgarten beim Pfingsttreffen 1928

Die Agitationskultur des RFB wurde durch Arbeitspläne und Rundschreiben zentral von der Bundesführung gesteuert. Wichtiges praktisches Beispiel und Vorbild für die regionalen Treffen war das von ihr jährlich über Pfingsten ausgerichtete Reichstreffen.
Die ersten Selbstdarstellungen des RFB im Gau Wasserkante waren Gründungen der Ortsgruppen, Abteilungen oder Kameradschaften, die in Hamburg anfänglich eher bescheiden und selten öffentlich in den Parteilokalen der KPD stattfanden. Größere Aktionen waren meistens Gegenveranstaltungen – Ziel war in der Regel der Hauptgegner: die Sozialdemokratie bzw. das Reichsbanner Schwarz-Rot-Gold.
Die anfänglich im Zeichen der Mutterpartei stehende Präsentation der Roten Frontkämpfer gewann neben der notwendigen Parteiunterstützung einen zunehmend eigenständigen Charakter. Nachdem das erste Reichstreffen mit einer Fahnenweihe verbunden worden war, folgte man dem Beispiel in der Provinz bei den Gruppen-Gründungen. Die Agitation verlief nach dem Prinzip: von den größeren zu den kleineren Wohneinheiten. Um besonders bei den Gau- und Untergautreffen eindrucksvolle Aufmärsche zustande zu bekommen, wurde die Anreise von der Bundesführung zentral geplant. Die Fahnenweihen und Roten (Frontkämpfer-)Tage wurden vor Ort begeistert aufgenommen, nahmen aber bereits nach kurzer Zeit solche Ausmaße an, dass die Bundesleitung im Oktober 1925 ultimativ eine sofortige Beendigung der planlosen Durchführung forderte und eine zentralistische Planung anordnete.
Das Misstrauen der Führung gegenüber der Provinz und der Drang einiger Ortsgruppen nach mehr Eigenständigkeit offenbart jedoch, dass es nicht nur agitatorische Gründe waren, die zu diesem Schritt führten.
Herausragende Elemente wurden zusätzlich zum propagandistischen Umzug der An- und Abmarsch bzw. die Abholung der besonderen Gäste vom Bahnhof. In der zweiten Phase der Agitation wurde der An- und Abmarsch perfektioniert. Beliebt – besonders von der Roten Marine –, wurde die Anreise auf dem Wasser. Zum Roten Tag in Lauenburg fuhren z. B. rund 2000 Hamburger Kommunisten mit drei Dampfern und einer Schute.
In die gleiche Phase fiel auch die Ausdehnung von Veranstaltung auf zwei Tage, die besonders für die Roten Tage und teilweise auch für die Fahnenweihen zur Regel wurde. Die Ausweitung der Agitationstage führte natürlich auch zu einer Erweiterung der Veranstaltungselemente. Zu einem der prägenden Rituale wurde das sonntägliche Wecken zwischen 6.00 und 8.00 Uhr morgens, das insbesondere bei den größeren Veranstaltungen seitdem einen festen Bestandteil bildete.
Hinzu kam der Umzug zu den „gefallenen Kameraden“ mit eigenen Veranstaltungselementen. Seit dem Herbst 1925 wurden die Umzüge in der dunkleren Jahreszeit gern mit Fackeln begangen und es fanden sogar spezielle Fackelmärsche statt.

„Die roten Frontkämpfer haben jetzt am Koppel, dort wo das Militär die Säbeltasche hat, eine Spazierstocktasche, so daß der Krückstock jetzt wie ein Schleppsäbel getragen wird.“

Die wichtigsten Bestandteile in der Propagandaarbeit waren: Marsch in Reihen, Begleitung und Transport durch möglichst geschmückte Radfahrer und Lastkraftwagen.
Auch die Veranstaltungen wurden reichlich geschmückt mit roten Fahnen und Wimpeln, Eichenblättern und Spruchbändern. In den Agitationslokalen wurden Leninecken eingerichtet und Abzeichen, Marken, Zeitung, Zeitschriften und Fotos – meistens von den Musikkapellen – verkauft.
Die Ausweitung der Agitationskultur brachte einen wahren Polit-Tourismus zu Tage. Die größte Veranstaltung in diesem Kontext war das Reichstreffen in Berlin, das ab dem 2. seiner Art zur mächtigsten Propagandashow von Partei und Bund geworden war – allein aus Hamburg waren „ca. 2.000 Kameraden“ in „28 Autos“ unterwegs.
Die verschiedenen Treffen der Organisation entwickelten sich zunehmend zu einem Handelsereignis. Rechtzeitig vor dem II. Reichstreffen, hatte die Bundesleitung den einzelnen Ortsgruppen im Mai 1926 untersagt, „mit ihren Photos, Ansichtspostkarten und sonstigen lokalen Eigenheiten Handel“ zu treiben, da bei „der Intensität vieler Ortsgruppen auf diesem Gebiet“ zu befürchten sei, „daß aus dem Reichstreffen ein Jahrmarkt zur Finanzierung der Ortsgruppenkasse“ würde. Der Handel auf dem Reichstreffen sollte ausschließlich von der Bundesleitung organisiert werden. Auskunft über den Umfang an 'Handelsgütern' geben die Anzeigen im Programm zum Treffen. Außer für die üblichen RFB-Utensilien wie Musikinstrumente, Reichstreffenpostkarte im Zweifarbendruck, Fahnen oder Banner wurden von der Warenvertriebsstelle des RFB GEBAGO in der Berliner Prinzenstraße 74 Dekorationsartikel, neuartige Runen, Festabzeichen, Papiergirlanden, Papierlaternen, Papierfähnchen, Mützenschilder und Stocknägel, Broschen und Nadeln mit Lenin- und Frunsebildern, Fahnennägel, Fahnenschleifen und Kranzschleifen angeboten. Im Programm boten Werbeanzeigen darüber hinaus Rotfeuer (Kilogramm 1,20 Mark), Feuerwerkskörpern, Fackeln jeder Art „für Umzüge zu Engrospreisen“ und auf „Wunsch Anfertigung von Sowjetsternen und Abzeichen, sowie RFB und KJI“ an (S. 12). Die Metallwarenfabrik Hermann Aurich (Dresden) pries sich als „Alleiniger Hersteller des ges.gesch. Bundesabzeichen des ROTEN Frontkämpfer-Bundes“ und bot „Festabzeichen, Plaketten in Emaille und geprägter Ausführung“ in Massenherstellung an.
Während auf der einen Seite die Schulungen ausgebaut, die Konferenzen häufiger, die Landpropaganda – wenn auch ungenügend – gesteuerter und die Bundesfeiern zentralistischer wurden, begann sich 1927 neben dem offiziellen Agitationskalender zunehmend auch eine Art Privatisierung der Festkultur in den unteren Ebenen zu etablierten. Nach z. B. selbst organisierten Konzerten im Januar folgten ab Mai zahlreiche „Proletarische“ oder unbetitelte „Unterhaltungsabende“, Kameradschaftstreffen oder „Arbeiterfeste“, gelegentlich ergänzt durch Sonnenwendfeiern (HVZ v. 25. Juni), Gartenfeste (HVZ v. 20. August) und später Stiftungsfeste. Die Sonnenwendfeiern wurden von der Bundesführung aufgegriffen. Vorgaben bestimmten nun, wie diese auszusehen hatten und gaben vorgefertigte Feuerreden zum Gebrauch an die Hand der Frontkämpfer.
Seit August 1925 wurde darauf geachtet, dass eine Spielmannschaft am Ort der Veranstaltungsort war. Nach Trommler- und Pfeiferkorps, gründeten sich Blasmusik- und später Schalmeienorchester. Besonders bei den zunehmend zu Massenveranstaltungen ausgebauten Treffen wurde daher eine reichseinheitliche Spielweise notwendig. Spätestens 1927 wurde eine eigene Reichsspielleitung eingesetzt. Der RFB gab nach anfänglichen Widerständen aus den Reihen der Partei eigene Liederbücher und Notenhefte heraus und in seinem Umfeld begann der Siegeszug der Agitproptruppen. Die „Roten Raketen“ aus Berlin (später „Sturmtrupp Alarm“) beispielsweise tourten als Werbetruppe des RFB mit einem alten Auto durch das Land. Die Frauen im RFMB entwickelten ein eigenes, wenn auch bescheidenes Kulturleben. 1931 wurde ein eigener Spielmannszug und die Frauenagitproptruppe Rosa Luxemburg gebildet.
Je aggressiver die Zeit wurde und je mehr Demonstrations- und Versammlungsverbote ausgesprochen wurden, desto mehr Bedeutung kam den Kapellen zu. Platzkonzerte waren problemloser zu organisieren und ersetzten immer häufiger die politische Propaganda.
Thälmann und Leow maßen dabei den militärisch geprägten Formen und den symbolträchtigen Handlungen eine große Bedeutung zu. Sie hatten besonders auf die einheitliche Uniformierung und Fahnenweihen gedrängt. Zu den Fahnenweihen gab es verschiedene Eidesformeln, die nach einem festgeschriebenen Prozedere geleistet wurden.
Die beiden Agitationselemente – der Schwur und die Symbolik des Internationalismus – wurden ebenfalls für die Hauptveranstaltung formal genutzt. Auf der Tribüne im Berliner Schillerpark beim III. Reichstreffen 1927, die links und rechts von Fahnenblöcken flankiert war, befand sich neben der Bundesführung erstmals eine große Anzahl ausländischer Gäste aus der Sowjetunion, Frankreich, der Tschechoslowakei, Österreich, der Schweiz, Dänemark und Holland. Die zweite Veränderung war der gemeinsam feierlich geleistete Schwur der Roten Frontkämpfer:

„Ich gelobe:
Niemals zu vergessen, daß der Weltimperialismus den Krieg gegen die Sowjetunion vorbereitet.
Niemals zu vergessen, daß das Schicksal der Arbeiterklasse der ganzen Welt unlöslich verbunden ist mit der Sowjetunion.
Niemals zu vergessen die Erfahrungen und die Leiden der Arbeiterklasse im imperialistischen Weltkrieg, den 4. August 1914 und den Verrat des Reformismus. Stets und immer meine revolutionäre Pflicht gegenüber der Arbeiterklasse und dem Sozialismus zu erfüllen;
[Ich gelobe:]
Stets und immer ein Soldat der Revolution zu bleiben.
Stets und immer in allen Massenorganisationen, in Gewerkschaft und Betrieb ein Pionier des unversöhnlichen Klassenkampfes zu sein.
An der Front und in der Armee des Imperialismus [nur] für die Revolution zu wirken; den revolutionären Kampf für den Sturz der Klassenherrschaft der deutschen Bourgeoisie zu führen.
Die russische und chinesische Revolution mit allen Mitteln zu verteidigen;
Ich gelobe:
Stets und immer – für die Sowjetunion und die siegreiche Weltrevolution zu kämpfen.“

Ungefähr seit der Mitte des Jahres 1927 befand sich das Kampfgelöbnis der Roten Frontkämpfer in verkürzter Form auch im Mitgliedsbuch des RFB. Es war anstelle von Liebknechts „Sie beugen uns nicht“ auf die vordere innere Umschlagseite platziert worden. Eine zusätzlich erweiterte Form des Kampfgelöbnisses wurde 1928 in die Broschüre der Richtlinien des RFB beschlossen auf der 5. Reichskonferenz aufgenommen. Während dort von „Reformisten“ statt „des Reformismus“ gesprochen wird, folgt anschließend:

„Niemals zu vergessen, – dass die Bourgeoisie u. ihre Lakaien mit allen Mitteln bestrebt sind, die Rote Front zu zerschlagen.
Stets und immer – meine revolutionäre Pflicht gegenüber der Arbeiterklasse und dem Sozialismus zu erfüllen.“

Im Zuge der Einheitsfront von unten und der verstärkten Militarisierung kamen ab 1927 Generalappell und Vorbeimarsch an den Führern in den zunehmend bevorzugten Massenveranstaltungen dazu.
Agitationskalender – Terminkalender Gau Wasserkante 1928 (Rekonstruktion)
- 13.–28. Januar – Lenin-Liebknecht-Luxemburg (LLL)-Feiern (div.)
- 28. Januar – 4. Gaukonferenz des RFMB (Höffler, Grohnenmarkt 41)
- 28./29. Januar – 5. Gaukonferenz des RFB
- 24. Februar – Zehnjahres-Feier der Roten Armee (Sagebiel)
- 12.–18. März – Märzaufgebot der RJ (div. Kundgebungen)
- 23. März – Internationales Meeting (Sagebiel)
- 23.–25. März – 5. Reichskonferenz in Hamburg bzw. dem preußischen Bramfeld
- 25. März – Generalappell des RFB a.d. Dulsberg-Gelände
- 27. März – Reichserwerbslosentag
- 15. April – Untergautreffen in Harburg, Uelzen, Flensburg, Pinneberg, Eutin, Lüneburg und Tönning
- 22. April – RJ-Treffen in Geesthacht
- 1. Mai – Mai-Demonstration
- 26.–28. Mai – IV. Reichstreffen in Berlin
- 13. Juni – Kranzniederlegung a.d. Ohlsdorfer Friedhof
- 1.–10. August – Antikriegswoche
- 18. August – Nordwestdeutsches Treffen in Bremen
- 18./19. August – 1. Rotes Frauentreffen in Neumünster
- 25./26. August – Untergautreffen in Elmshorn
- 30. September – Roter Tag in Buxtehude
- 5. Oktober – Reichpietsch-Cöbes-Gedenkfreier der RM (Wulf, Vaterland)
- 20./21. Oktober – Gautreffen der RJ in Kiel
- 21.–23. Oktober – Oktoberkundgebungen
- 7.–18. November – 11. Jahrestag der proletarischen Diktatur (div. Revolutionsfeiern)
- 4. Dezember – 5. Führerkonferenz des RFB in Berlin
- 21. Dezember – Zehn Jahre Kommunistische Partei Deutschlands

Mit dem Jahresprogramm 1927 legte der RFB erstmals einen systematisch durchstrukturierten Agitationsplan vor. Neben den Hauptveranstaltungen des Bundes, der Reichskonferenz (5./6. März) und dem Reichstreffen waren an ebenfalls zentralen Ereignissen einerseits das Reichsferienlager der RJ (1.–21. Juli) und die Reichsführerschule des RFB für Ende August, andererseits die folgenden überregionalen Treffen vorgesehen:
- 5./6. März – Westdeutsches Treffen m. Reichskonferenz in Düsseldorf,
- 27. März – Mitteldeutsches Treffen in Magdeburg,
- 3. April – Süddeutsches Treffen in Stuttgart,
- 24. Juli – Norddeutsches Treffen in Hamburg,
- 21. August – Sächsisches Treffen in Dresden und
- 4. September – Reichsmarinetag in Stettin.

In den bereits im Herbst 1926 von der Bundesführung vorgelegten Richtlinien für die Sommerarbeit der Roten Jungfront war angeordnet worden, dass im Sommer 1927 weniger Aufmärsche und Rote Tage durchgeführt werden sollten, da oft „die Beteiligung an den Treffen zu wünschen übrig“ ließe. Als Ursache wurde die Einförmigkeit des Programms beim Ablauf der Roten Tage („abends Empfang, morgens Wecken, mittags Platzkonzert, nachmittags Demonstration und dann Abmarsch“) angesehen, zu deren Überwindung einige Änderungen empfohlen wurden. Als „das wesentlichste, was unsere Aufmärsche von denen anderer Organisationen, auch des KJVD, unterscheidet“, wurde an erster Stelle „unser einheitliches straffes Auftreten“ genannt. Dieser Eindruck müsse durch gleiche Kleidung, gleichen Schritt sowie gutes Einhalten der Gruppen- und Zugabstände noch verstärkt werden. So veränderte sich der agitatorische Charakter des RFB mit der Rückkehr zur strikten Einheitsfront von unten visuell und organisatorisch. Neben der häufigeren Betonung der Disziplin wurde besonders die Ausbildung des RFB als Kampftruppe mit militärischem Zeremoniell verstärkt.
„Deshalb ist es gut, wenn vor jedem Aufmarsch ein Appell, vor jedem grösseren Aufmarsch und jeder grösseren Kampagne ein Generalappell angesetzt wird […] Solche Appelle dürfen nicht zu einer Spielerei werden, sondern müssen ein ernstes Gepräge haben.“
Die Bundesführung empfahl den Gauen und Ortsgruppen, dem Wunsch der Jungfront, „lieber auf Lastautos als mit der Bahn“ zu fahren, stattzugeben, wenn „es finanziell möglich und die Entfernung nicht zu weit ist“.
Die zweite Anordnung zur Propaganda bezog sich auf die Einladung von Ortsgruppen und Abteilungen anderer Organisationen (genannt wurden explizit: Reichsbanner, Arbeiter-Sportler, Radfahrer, RFMB, Internationaler Bund, Jungspartakus, Arbeiterschützenbund, Arbeitersänger) einerseits und Betriebsdelegationen von Großbetrieben andererseits. An dieser Stelle wurde eine Erkenntnis des ZK der KPD (nicht nur) vom letzten Reichstreffen genutzt, die auch die Diskussion um die seinerzeitige 'Reichsbanner-Delegation' in ihrer Fragwürdigkeit neu zur Sprache brachte:
Die Rückkehr zur Politik einer strikten Einheitsfront von unten im Frühjahr 1927 war kein wirklicher Einschnitt, sie setzte nur konsequent das fort, was bereits seit 1926 mit der zunehmenden Militarisierung des Bundes begonnen hatte. Nun wurde allerdings auch in der Praxis die Verlagerung des Schwergewichts auf Übungen des Wehrsports, des Kommandoreglements, militärischen Planspielen und Großveranstaltungen mit militärischem Gepräge deutliche, die zum Beitritt einer Internationalen Roten Armee unter Führung der Sowjetunion führen sollte. Allerdings zeigt sich in der Provinz des Gaues Wasserkante, dass dort schon vorher eine Stagnation zu verzeichnen war, wobei nicht deutlich wird, ob diese aus einem mangelnden Interesse der Mitglieder, internen ideologischen oder persönlichen Kontroversen zu erklären ist.
Auf einer Führersitzung des RFB Anfang Dezember 1927 in Hamburg war ein Verbot über Anschaffungen und Neubildungen von Musikgruppen und eine Reduzierung der Roten Tage bekannt gegeben worden.
„In Zukunft sei keine Strassenpolitik und Demonstrationspolitik mehr zu betreiben, sondern es sei mehr praktische Arbeit zu leisten.“
Der Grund sei, dass der RFB „in eine Wehrorganisation umgewandelt werden“ sollte, die als „straff disziplinierte Kampforganisation in der Hand der K.P. gegen den Imperialismus, die Faschisten und die Sozialdemokraten“ kämpfen müsste. „Die Roten Frontkämpfer Österreichs, der Schweiz, Frankreichs, Belgiens, Englands und Deutschlands würden eine Armee bilden.“
Der Veranstaltungskalender der HVZ gibt Indizien für mögliche Widerstände in den Reihen des RFB in Form von Aufforderungen zu Instrumentenabgabe Einzelner bis hin zu Ausschlüssen „wegen organisationsschädigendem Verhalten“.
Ab Dezember 1927 baute der RFB mit Hilfe der KPD und der Roten Hilfe einen Photodienst auf. Werbebüros mit Leninecken und „Haus- und Hofpropaganda“ bereicherten ab 1928 die Agitation des RFB. „Eine Achtergruppe mit Hornist auf dem Hof – Signal – kurze Ansprache – die Kameraden gehen von Tür zu Tür – verkaufen und werben – laden zu unseren Veranstaltungen ein.“
Statt Musikinstrumenten und eigener Rede kamen zunehmend auch Grammophone mit Schellackplatten zum Einsatz, mit denen zum Beispiel das Spiel von Schalmeienkapellen und Reden kommunistischer Politiker verbreitet wurden.
Die agitatorische Veränderungen – neben einer begleitenden größeren Aggressivität der Roten Frontkämpfer – in erster Linie eine Verstärkung der militärischen Formen und einer stärkeren Betonung des internationalen Charakters der Bewegung. Bei der 5. Reichskonferenz beispielsweise, die in Hamburg stattfand – allerdings aufgrund eines Verbots durch die Hansestadt überwiegend im schleswig-holsteinischen Bramfeld ausgerichtet wurde, wurde der Generalappell als „in seiner Art etwas vollständig Neues“ exerziert. Ihm kam durch den zusätzlichen Vorbeimarsch der Truppe an den Führern nahezu staatspolitische Bedeutung zu. Das übliche Treffen bei Sagebiel hieß nun „Internationales Meeting“.
Der gezielte Weg zur Massenveranstaltung war aber bereits in vollem Gange. Das letzte große Treffen des RFB, das Mitteldeutsche Treffen am 18. und 19. August 1928 in Leipzig gibt das letzte Stadium der Agitationskultur des RFB am deutlichsten wieder:
- 6–8 Uhr – Wecken durch Kapellen und Spielmannszüge innerhalb der Abteilungsbereiche.
- 10.30 – Antreten auf allen Abteilungs-Gestellplätzen mit den zugeteilten Gauen und Untergauen
- 11.30 – Abmarsch von den Hauptgestellplätzen nach dem Augustusplatz
- 12.30 – Auf dem Augustusplatz:
  - Massengesang des Arbeitersängerbundes auf der Museumstreppe und am Neuen Theater
  - Ansprachen von 10 Rednern der Bundesführung u. aller teilnehmenden Gaue.
- 13.30 – Abmarsch durch den Osten nach dem Stadion des Vfl. Südost. Oststr. (Stötteritz).
- 15.30 – Einmarsch der Fahnendelegation; Massenspiel der gesamten Tambourzüge.
- 16.30 – Ansprachen der Bundesführung des RFB vermittels Lautsprecher
- 17.00 – Vorführung von Wehrsportübungen durch den Verein für Leibesübungen Südost.
- 17.30 – Massenszenen und Sprechchor der Agitpropabteilung der KPD
- 18.00 – Konzert, ausgeführt v.d. Schalmeien- und Blaskapellen des RFB.305

Als zusätzliche Attraktion wurde von einem Flugzeug, welches eine Leipziger Kameradschaft für 75,- Mk. gemietet hatte, ein roter Sowjetstern abgeworfen. Der „Rote Flieger“ sollte die technologische Stärke der kommunistischen Bewegung betonen und gleichzeitig den Übergang zum Sozialismus preisen.

### Vom Wehrsport zur „proletarischen Wehrinternationale“
In seinem politischen Referat auf der 2. Reichskonferenz im Mai 1925 betonte Thälmann den Beginn der Phase der sogenannten „relativen Stabilisierung des Kapitalismus“, die er mit einem Bild aus der Natur umschrieb: „Wir stehen zwischen zwei Wellen der Revolution in einer Zeit der Ebbe und wissen nicht, wann die Flut kommt.“ Die Vorbereitung auf die zweite Welle sollte zur Schulung der Kameraden und Festigung der Organisation genutzt werden.
Bereits in der ersten Phase war die Sozialdemokratie ein Hauptgegner. Agitationspartner waren neben der „Arbeiterpartei“ (gemeint war die KPD) die „proletarischen Kriegsbeschädigtenorganisationen“ sowie der Internationale Bund der Kriegsbeschädigten und der Reichsbund.
Im Monat zuvor hatte die Thälmann/Leow-Bundesführung die Gaue mit grundsätzlichen Papieren versorgt. Darunter war der „Entwurf eines Kommando-Reglements“. Dabei handelte es sich zu 99 % um eine Übernahme des alten kaiserlichen Exerzierreglements mit einer Ausnahme: Dem Gruß. (Faust hoch – „Rot Front“) Das Kommando-Reglement wird heute – wenn es überhaupt erwähnt wird – als Beleg für den reinen Propaganda-Charakter des RFB angesehen (Mallmann). Nicht nur Thälmanns Einschätzung auf der 2. Reichskonferenz, sondern auch ein Blick auf die Praxis und die spätere Entwicklung macht eine Revidierung dieser Interpretation nötig.
Aus dem Programm zum 2. Reichstreffen im Mai 1926:

„Wir leben, wir kämpfen und wir sterben für die Fahne Karl Liebknechts und Rosa Luxemburgs. Aber alle Versuche der Feinde des Proletariats, die revolutionäre Entwicklung der Arbeiterklasse zu hemmen und die dauernd breiter werdende rote Front zu sprengen, werden scheitern und abprallen an der Geschlossenheit der proletarischen Reihen.
Mit den proletarischen Fäusten wird die Arbeiterschaft Berlins und des Reiches die kapitalistische Welt zerschmettern und die wahrhaft rote Republik schmieden.
Dann wird wieder über der Reichshauptstadt die rote Fahne den Sieg des deutschen Proletariats verkünden!“

Das II. Reichstreffen vom 23./24. Mai 1926 brachte einen von allen Seiten beachteten Erfolg. In der Einschätzung des Reichstreffens als „wohl gelungenes militärisches Schauspiel“ war man sich in den unterschiedlichen Stellungnahmen erstaunlich einig (ausgenommen sind lediglich die üblichen Zahlenstreitereien bezüglich der Beteiligung und gelegentliche Anfeindungen gegnerischer Verbände). Während einer der beobachtenden Polizeibeamten im Rückgriff auf Formulierungen Thälmanns von „Soldaten der Revolution“ und jenen im Programm zum Reichstreffen wie „Der Rote Frontkämpfer ist Soldat der Roten Klassenfront“ oder den „Roten Frontkämpfer-Bataillonen“ von Militarismus sprach, machte der Demonstrationszug selbst auf ihn „einen sehr gut disziplinierten Eindruck“. Er hob besonders die gute „militärische Haltung und gute gleichmäßige Adjustierung der Roten Frontkämpfer aus den Gauen Halle-Magdeburg, Ost- und West-Sachsen, Niedersachsen und Thüringen“ hervor und brachte einen wichtigen Gedanken zu Protokoll:

„Man gewann den Eindruck, daß der RFB tatsächlich eine militärische Kampforganisation darstellt und, was vielleicht das wichtigste ist, daß jeder Frontkämpfer sich als ‚Soldat‘ fühlt.“

In der Roten Fahne Nr. 116a vom 25. Mai 1926 schrieb Otto Steinicke in seinem Bericht Die Masse marschiert! von einem „Militärischen Strom“, der sich nach dem Volkspark in Neukölln bewegte, von der „Fahnen-Kompagnie“, die anmarschierte und von der Parade, die Thälmann abnahm. An anderer Stelle heißt es: „Im Gleichschritt bewegt sich das ganze Heer vorwärts, heute marschieren sie auf zur Heerschau der Roten Soldaten“.
Die feierliche Übergabe einer von den Moskauer Gewerkschaften gestifteten Fahne und die Delegationen aus Frankreich, der Tschechoslowakei und Österreich sollten nicht nur eine „internationale Solidarität“ demonstrieren, in Verbindung mit „Glückwunschadressen“, die laut Polizeibericht „angeblich“ aus Russland übersandt worden seien, „so u. a. von Bulhenny und Woroschilow“, wurde Thälmann auch etwas Staatsmännisches verliehen. Darüber hinaus würden „Teile der Roten Armee das Cheftum über einzelne Gaue des RFB übernehmen“ wollen, und Vertreter des RFB sollten zur „Förderung der militärischen Ausbildung“ nach Moskau abkommandiert werden zwecks Teilnahme an den Militärkursen der Sowjetunion.
Der Erfolg und die relativ weit verbreitete Anerkennung nach dem II. Reichstreffen hatten in den Führungsgremien eine Siegesstimmung geschaffen, die Folgen hatte. Im September 1926 wurde neben noch größerer Unflexibilität auf der unteren Ebene, sozusagen als verbale Bestätigung des „Führerprinzips“, der Begriff „Leiter“ in „Führer“ umgewandelt. Die hierarchische Funktionärsstruktur lautete:
Gruppenführer, Zugführer, Kameradschaftsführer, Abteilungsführer, Ortsgruppenführer, Untergauführer, Gauführer und Bundesführer.
Mit den – dem Rundschreiben beigefügten – Entwurf von Richtlinien über den Aufbau des RFB u. die Aufgaben der einzelnen Formationen vom 8. September 1926 wurde nach der bereits bestehenden zahlenmäßigen Festlegung einer Gruppe auf acht Mann und einen Gruppenführer nun auch der Zug mit vier Achtergruppen und einem Zugführer detailliert festgelegt. Die Gruppe wurde ausschließlich durch ihren Führer definiert. Dessen Rolle wurde mit den Worten beschrieben, er müsse „jedem Mitglied seiner Gruppe Führer, Freund und Berater sein“ (ab 1927 sollte er nur noch Führer und Berater, nicht mehr Freund sein). Unterschieden wurde zwischen einem politischen und einem technischen Führer. Ersterer hatte die „Gesamtverantwortung für die Führung der ihm unterstellten Formationen“. Der technische Führer hatte dagegen hauptsächlich für die militärische Ausbildung der Mitglieder (Kommando-Reglement und Wehrsport) und die Durchorganisierung (straffe Disziplin) der Formationen Sorge zu tragen.
Zusätzlich bekam die „Disziplin“ einen eigenen Abschnitt, in dem noch einmal ihre Bedeutung für den „Charakter“ der Organisation und deren Aufgaben hervorgehoben wurde. Der als „Kadavergehorsam“ bezeichneten militärischen Disziplin wurde darin die „proletarische“ entgegengestellt, deren Merkmal die „freiwillige Einordnung und Befolgung der Anweisungen beim Antreten und im Marsch“ sei.
In den bereits im Herbst 1926 von der Bundesführung vorgelegten Richtlinien für die Sommerarbeit der Roten Jungfront war angeordnet worden, dass im Sommer 1927 weniger Aufmärsche und Rote Tage durchgeführt werden sollten, da oft „die Beteiligung an den Treffen zu wünschen übrig“ ließe. Als Ursache wurde die Einförmigkeit des Programms beim Ablauf der Roten Tage („abends Empfang, morgens Wecken, mittags Platzkonzert, nachmittags Demonstration und dann Abmarsch“) angesehen, zu deren Überwindung einige Änderungen empfohlen wurden. Als „das wesentlichste, was unsere Aufmärsche von denen anderer Organisationen, auch des KJVD, unterscheidet“, wurde an erster Stelle „unser einheitliches straffes Auftreten“ genannt. Dieser Eindruck müsse durch gleiche Kleidung, gleichen Schritt sowie gutes Einhalten der Gruppen- und Zugabstände noch verstärkt werden. So veränderte sich der agitatorische Charakter des RFB mit der Rückkehr zur strikten Einheitsfront von unten (beschlossen auf der 4. Reichskonferenz in Düsseldorfer) visuell und organisatorisch. Neben der häufigeren Betonung der Disziplin wurde besonders die Ausbildung des RFB als Kampftruppe mit militärischem Zeremoniell verstärkt.
„Deshalb ist es gut, wenn vor jedem Aufmarsch ein Appell, vor jedem grösseren Aufmarsch und jeder grösseren Kampagne ein Generalappell angesetzt wird […] Solche Appelle dürfen nicht zu einer Spielerei werden, sondern müssen ein ernstes Gepräge haben.“
Besonders in den ersten beiden Phasen der RFB Agitation wurden intensiv Übungen veranstaltet. Ab März 1928 wurde die Einführung einer eigenen Wehrsportgruppe der RJ für alle Mitglieder im Alter von 16 bis 28 Jahren beschlossen. Die Wehrsportrichtlinien beinhalteten „Ordnungsübungen, Gepäckmärsche, Stafetten aller Art, Meldedienst, Kartenlesen, Kompasskunde, Wetterkunde, Geländekunde überhaupt, Gesundheitsdienst (Erste Hilfe bei Unglücksfällen) usw.“ Das Schießen war offiziell nicht im Plan der Reichsführung aufgeführt, um die Legalität der Organisation nicht zu gefährden. Dazu kamen militärische Planspiele des RFB, die zunehmend regelrechte Kriegsstrategien einübten (z. B. rote gegen weiße Truppen).
Die „Einheitsfront von unten“ bekam zunehmend einen militärisch-strategischen Sinn. Kurt Finker schildert die Situation vergleichbarer Kampfverbände im europäischen Ausland. Danach bestand in Frankreich eine Republikanische Vereinigung ehemaliger Kriegsteilnehmer ARAC, die bereits am 26. Mai 1926 von Fritz Selbmann als erstem offiziellen Vertreter des RFB besucht worden war, und in der Tschechoslowakei fungierten uniformierte Ordnerwehren im Dienste der KP. Nach dem III. Reichstreffen nahmen die ausländischen Vertreter am 6. Juni 1926 an einer Konferenz der Bundesführung in Berlin teil, auf der Thälmann die Gründung einer „proletarischen Wehrinternationale“ vorschlug. Zum Ende des Jahres wurde im Herbst in der Schweiz eine Arbeiterschutzwehr, in England eine Revolutionäre Liga der ehemaligen Soldaten und Frontkämpfer, im Dezember in Wien ein Roter Frontkämpferbund Österreichs gegründet.
Die „proletarische Wehrinternationale“ wurde in dem überdimensionalen Werbeheft „5 Jahre R.F.B.“ mit Grußadressen, Bildern der „Internationalen Roten Front“ ausführlichst gewürdigt. Der Bund, dessen Aufgabe in § 3 seiner Satzung u. a. lautete „Kriegserinnerungen zum Zwecke der Abwehr nationalistisch-militärischer Propaganda für neue imperialistische Kriege“ zu pflegen, formulierte die schon fragwürdige „Antikriegs“-Formel „Krieg dem Kriege“ um in „Bürgerkrieg dem imperialistischen Krieg“. Russland bzw. die Sowjetunion wurde zum „Vaterland der Werktätigen“ stilisiert und die Roten Frontkämpfer sollten zum Kampf für ein „Sowjetdeutschland“ bereits sein.

### Verbot und Nachfolgeorganisationen
Die Umwandlung oder besser Rückbesinnung des RFB zur reinen Wehrorganisation brachte eine aggressivere Haltung im Kampf um die Straße nicht nur der Parteipresse, sondern auch der Mitglieder mit sich. Die sich anbahnende Eskalation war unvermeidlich. Mit der repressiver werdenden Politik des Staates war die Zunahme von gewalttätigen Konfrontationen und Verboten vorbestimmt. Nachdem die Agitationskultur des RFB im Jahr 1928 bereits stark zurückgefahren worden war, fand eine Fortsetzung einer nach außen gehenden Werbung 1929 nur noch eingeschränkt statt. Schon die LLL-Feiern, die vom 15. bis 29. Januar in Hamburg durchgeführt wurden, waren mehrheitlich von der KPD selber organisiert worden.
Mit einem Erlass des Oberpräsidenten der Provinz Schleswig-Holstein vom 9. März 1929 wurden „jegliche Umzüge“ verboten.
Nachdem die HVZ im Februar die Führertagung des RFB noch als „Rote Mobilmachung zum Internationalen Treffen“ bezeichnet hatte, ließen die letzten Meldungen der Zeitung im April über Verhaftungen von RFB-Mitgliedern die Verantwortlichen zur „erhöhten Alarmbereitschaft“ mahnen.
Auch die Werbeaktionen für den RFB, die unter den neuen Bedingungen zwischen erhöhter Konfrontationsbereitschaft und trotzigem Behauptungswillen bzw. rein demonstrativer Darstellung der Existenz standen, trugen deutliche Anzeichen einer bevorstehenden Kraftprobe in sich. Der Anspruch, einerseits die Straße zu beherrschen und andererseits als friedfertig zu erscheinen, macht die widersprüchliche Haltung der RFB-Aktivisten deutlich und zeigt die Absurdität zwischen Konfrontation und einer Weiterführung des Legalitätskurses.
Unter dem Eindruck des Blutmais in Berlin verfügte am 3. Mai 1929 der Minister des Innern in der Regierung Müller, Carl Severing (II 1420v; Berlin), das Verbot von RFB, RJ und Roter Marine mit Wirkung zum 6. Mai 1929 „gemäss dem Gesetze zum Schutze der Republik, des Gesetzes vom 22. März 1921 (Reichsgebl. S. 235) und des Reichsvereinsgesetzes für den Bereich des Freistaates Preußen“.
Der RFB wurde spätestens zum Ende des Jahres 1929 agitatorisch bedeutungslos. Seine Mitglieder – soweit sie nicht in andere Verbände wechselten – nahmen an den Aktionen der übrigen kommunistischen Gruppierungen teil. Dazu zählte auch der RFMB, der als eigenständige Organisation nicht unter das Verbot gefallen war.
Die letzte große „Führerkonferenz des verbotenen RFB“, richteten die Gaue Wasserkante und Mecklenburg zusammen mit den Städten Bremen und Hannover am 16. Februar 1930 in Lübeck aus. Dort stellte man unbeirrt die „sich verschärfenden kapitalistischen Krisen“ der „Durchführung des Fünfjahresplanes in der Sowjetunion“ gegenüber.
Die wenigen Demonstrationen gegen das RFB-Verbot, die ab 1930 organisiert wurden, nahmen sich darüber hinaus äußerst bescheiden aus. Lediglich in Hamburg fand am 23. April 1930 eine derartige Veranstaltung bei Sagebiel statt. Eine Demonstration in Berlin anlässlich des „Ein Jahr RFB-Verbot“ führte zum Verbot des Berliner Kampfkomitees.

## RFB-Nachfolgeorganisationen
Nach dem Verbot des RFB gab es unterschiedliche Reaktionen der Mitglieder. Ein harter, nicht sehr großer Kern der Roten Frontkämpfer arbeitete illegal weiter und unternahm demonstrative Aktionen, um den RFB in Erscheinung zu bringen (z. B. Altonaer oder Geesthachter „Blutsonntag“). Eine größere Zahl der Frontkämpfer beteiligte sich an meist regionalen Neugründungsversuchen. Außerdem wechselten einzelne, teilweise ganze Musikkapellen zur nationalsozialistischen SA.
Eine erste RFB-Nachfolgeorganisation trat bereits am 19. Mai 1929 anlässlich eines Parteitreffens der Kieler KPD in Erscheinung. Eine Schalmeien-Kapelle mit neu eingekleideten Musikern in blauen Hosen, weißen Sporthemden mit rotem Schlips und blauen Schirmmützen, auf denen neben Anker und Sowjetstern dort die Abkürzung RMVRK prangte, die für Roter Marine-Verein Reichpietsch-Köbes stand und eine Neuformierung der Roten Marine darstellte. Im Demonstrationszug wurden zwei Transparente mit der Aufschrift „Rot Front – Trotz alledem“ und „Nieder mit der Koalitionsregierung des Sozialfaschisten Müller“ hochgehalten.
Bei den regelmäßigen Zusammenkünften „in den bisherigen Verkehrslokalen des verbotenen RFB“ in Altona entstand als Nachfolgeorganisation im Juni der Wanderverein Brüder zur Sonne, aus dem sich ca. Mitte Juli 1929 der Norddeutsche Arbeiterschutzbund (NASB) entwickelte. In Kiel erhielt der RFB den Namen Wanderklub Deutsche Eiche, der im Juli 1929 zusammen mit dem Arbeiter-Schutzbund (ASB) eine Versammlung durchführte. Ortsgruppen des NASB, der zu diesem Zeitpunkt teilweise nur ASB genannt wurde, gab es – trotz der Androhung, auch die Nachfolgeorganisationen aufzulösen – auch in Heide und Itzehoe. In Flensburg traten die ehemaligen RFB-Mitglieder geschlossen in den ASB ein, und die Bezirksleitung Wasserkante der KPD rief zur Gründung von Ortsgruppen auf. Die RJ wurde in der Antifaschistischen Jungen Garde fortgeführt.
Die nach Unabhängigkeit strebenden Gruppen gingen gern wieder in ihre regionale Ecke und gaben sich häufig wie der RMVRK zusätzliche Namen. Da gab es z. B. die „Gruppe Liebknecht“, einen Arbeiterschutzbund „Freiheit“, eine „Sturmbrigade Budjonny“ oder eine „Kampfinternationale der Seeleute und Hafenarbeiter“. Als weitere Nachfolgeorganisation der Roten Marine gab sich der Internationale Seemannsklub unter der zusätzlichen Bezeichnung Internationale Seeleute und die Rote Hochseewache zu erkennen.
Während RFB und KPD in der Frage einer Neugründung offensichtlich nicht zu einem Resultat kamen, gab der preußische Innenminister am 31. August 1929 u. a. bekannt, dass, „sobald begründeter Anlaß zu der Annahme ungesetzlicher Fortsetzung des aufgelösten RFB. vorliegt“, die Polizei dies „mit allen ihr zu Gebote stehenden Machtmitteln“ unterbinden würde.
Am 18. Oktober 1929 wurde somit beispielsweise der Revolutionäre Seemannsbund in Stettin aufgelöst und am 9. November 1929 wurden von den Behörden in Hamburg, Altona und Harburg Strafverfahren wegen des „Verdachts des illegalen Fortbestehens des aufgelösten R.F.B., der Roten Marine und der Roten Jungfront, u.z. für den Bezirk Altona-Hamburg-Harburg und die benachbarten Landkreise unter den neuen Bezeichnungen: Norddeutscher Arbeiterschutzbund, Rote Hochseewacht und Antifaschistische Junge Garde“ gestellt.
Außer den ebenfalls entstandenen Erwerbslosen-Initiativen, die sich anscheinend ebenfalls aus ehemaligen Rotfrontkämpfern rekrutiert haben (die HVZ v. 13. Februar 1930 meldete sogar die Gründung einer Erwerbslosenwehr in Charlottenburg), tauchten plötzlich Musikkapellen mit unverfänglich klingenden Namen auf, die – zumindest ab 1929 eventuell auch noch ab 1930 – Fortsetzungen von vergleichbaren RFB-Formationen darstellen dürften. Sie gelten für viele bis heute als die wichtigsten Bewahrer der RFB-Tradition.
Eine ebenfalls kurze Existenz führte der Kampfbund gegen den Faschismus, dessen geplante Institutionalisierung neben einem Bericht über die Gründung der Kampfinternationale der Seeleute am 3. Oktober 1930 auf der Titelseite der HVZ werbewirksam in Szene gesetzt wurde. Seitdem tauchte der Kampfbund wiederholt in den Schlagzeilen der HVZ als Organisator von Demonstrationen auf. Ein auf den 10. Oktober datiertes Statut regelte in neun Paragraphen das Leben des Bundes, dessen wichtigstes Ziel es war „alle antifaschistischen Kräfte organisatorisch zu einer breiten antifaschistischen Massenbewegung zusammenzufassen, die Mitglieder für den Kampf gegen den Faschismus zu schulen und den Kampf mit den geeigneten politischen und organisatorischen Mitteln zu führen“.
Die Mitglieder, die sowohl Einzelpersonen wie auch „kollektiv“ angeschlossene Vereine oder Organisationen sein konnten, hatten als prägnanteste Auflage. „die proletarische Klassensolidarität“ zu wahren und konnten neben „groben Verstössen gegen die Satzungen des Bundes“ und „bei Beitragsrückstand von mehr als drei Monaten“ insbesondere bei Verletzung oben genannter Solidarität und „wiederholten groben Verstössen gegen die proletarische Moral“ ausgeschlossen werden. Der Bund setzte sich aus Bezirksverbänden, Ortsgruppen, Abteilungen und Staffeln zusammen. Letztere sollten sich „in Gruppen von je 8 Mitgliedern“ aufteilen. Den an erster Stelle genannten „Betriebswehren“ folgten – der Zeit entsprechend – die Erwerbslosen- sowie die Erwachsenen- und Jugendstaffeln (§ 3, d 1–4). Eine Reichskonferenz als höchste Instanz sollte die Reichsleitung, deren Sitz Berlin war, wählen und über „alle Angelegenheiten des Bundes mit einfacher Stimmenmehrheit“ entscheiden (§ 4, 1a/b). Der Hierarchie folgten entsprechend Bezirksverbandskonferenz und -leitung (§ 4, 2 a/b) sowie Bezirkskonferenz und -leitung (§ 4, 2 a/b). Der Gruppenführung, die sich lediglich „aus dem Führer und dem Kassierer“ zusammensetzte, stand, obwohl sie das öffentliche Leben agitatorisch bestimmen sollte, ein „Beschlußrecht“ nicht zu (§ 4, 3–5). „Revisionskommissionen“ sollten auf jeder Ebene des Bundes das „Finanzgebaren“ überprüfen (§ 4, 6).
Seit Juni 1931 zeigte einerseits das Auftreten einer Jungen Garde, dass dem Kampfbund eine Jugendorganisation zugeordnet wurde, und andererseits, dass er unter der HVZ-Rubrik Massenorganisationen geführt, eine Untergliederung in Bezirke erfahren hatte. Dort wurde zu Wimpelweihen eingeladen. Bereits im folgenden Jahr (1932) wurden kaum noch Veranstaltungen erwähnt.
Bedingt ernstzunehmende Fortführungen einer Agitationskultur, die der des RFB vergleichbar wäre, sind lediglich für den NASB und den Kampfbund gegen den Faschismus nachweisbar.

### Übertragung der militärischen Ausdrucksformen
Neben den zum Standard gewordenen militärischen Ausdrucksformen des RFB (Uniformierung, Aufmarsch usw.), die im Wesentlichen nicht nur auf dessen Nachfolgeorganisationen, sondern auch auf die meisten anderen im Umfeld der KPD agierenden Gruppierungen übergegangen waren, blieb einerseits die Sprache militaristisch und wurde andererseits der Generalappell beibehalten. 1929 fand er hauptsächlich in Verbindung mit den Feiern zum 11. Jahrestag der Roten Armee statt, die vom 21. bis 22. Februar begangen wurden. Die im Zeichen dieses (ungeraden) Jubiläums am 24. des Monats in Lübeck durchgeführte Führertagung wurde nicht nur von einem Wehrsporttreffen der RJ, sondern zusätzlich von einem besonderen „Führergeneralappell des RFB, Gau Wasserkante“ begleitet. Darüber hinaus wurde ein „Appell des Roten Frontkämpferbundes der Wasserkante“ an „die Arbeiterschaft der ganzen Welt“ gesandt, das „Internationale Treffen“ – so wurde nun das Reichstreffen bezeichnet – zu einem gewaltigen „Kampfaufmarsch des internationalen Proletariats gegen den imperialistischen Krieg“ zu machen (s. Abb. 24). Der Begriff „Rote Mobilmachung“, so auf einer der Titelseiten der HVZ, fand bis 1932 – jährlich wiederkehrend – Verwendung (29. Februar 1932, 4. März 1932 sogar „Generalmobilmachung“).
Der Generalappell, der am 20. März im Rahmen des „Märzaufgebots“ u. a. auch von der Roten Marine durchgeführt worden war, wurde bis 1933 hauptsächlich für diese besondere Aktion benutzt, die man ursprünglich für die RJ eingeführt hatte. Gelegentlich hatte er jedoch auch allgemeineren Charakter, wie am 16. April 1932, als der Aufruf zur Haus- und Hofpropaganda mit der Überschrift „Morgen heraus zum General-Appell im Bezirk Wasserkante“ eingeleitet wurde (HVZ v. 16. April 1932). Am 16. Dezember 1929 wurde er von einer ganzen Reihe von Organisationen übernommen. Angekündigt waren neben dem NASB u. a. auch KJVD, JSB, RFMB, RH, IBdK, Freidenker sowie Sportorganisationen (HVZ v. 13. Dezember 1929).

### Von Hungerdemonstrationen zur Erwerbslosenwehr
Ein weiteres Betätigungsfeld ehemaliger Roter Frontkämpfer waren Erwerbsloseninitiativen. Partei und Bund hatten bereits 1927 sporadisch Erwerbslosen-Agitationen betrieben. Besonders zu Weihnachten stellte die Polizei fest, dass „augenblicklich stark agitiert“ würde, es herrsche u. a. Unzufriedenheit darüber, dass „die gezahlte Weihnachtsbeihilfe ungenügend gewesen“ sei. Am 27. März 1928 wurde ein erster „Erwerbslosentag“ begangen. Nach Demonstrationen im Januar 1929 wurde am 3. März eine Bezirkserwerbslosenkonferenz im Valentinskamp 42 in Hamburg abgehalten. Die vier Tage später erfolgte Hungerdemonstration der Erwerbslosen blieb aber für rund neun Monate die letzte Aktion dieser Art.
Im Zuge der Weltwirtschaftskrise 1929 und mit dem Anstieg der Arbeitslosigkeit wuchs auch die politische Bedeutung der Erwerbslosen. Im Dezember bekamen die „Hungermärsche“ zusammen mit den Winterhilfs-Aktionen der Roten Hilfe eine neue Qualität – zumal ihr Beginn um die Weihnachtszeit platziert wurde. Neben Berlin und Frankfurt meldete auch Wandsbek am 20. Dezember „Massenaufmärsche gegen den Hunger“. Am Heiligen Abend folgten erneut Berlin sowie Köln, und am 28. des Monats hieß es in der Hamburger Volkszeitung (HVZ) gar: „Im ganzen Reich Hungerdemonstrationen“.
Bereits am 13. Februar 1930 wurde die Gründung einer Erwerbslosenwehr in Charlottenburg gemeldet (HVZ vom 13. Februar, S. 2), und am 20. des gleichen Monats wurden Aktionen der Polizei gegen die Erwerbslosendemonstrationen nicht nur als Provokation gegen diese, sondern gleichzeitig gegen die UdSSR bezeichnet (HVZ vom 20. Februar) – der Zusammenhang zum 12. Jahrestag der Roten Armee ist unübersehbar.
Nachdem Frühjahr und Sommer von der Erwerbslosenproblematik – zumindest in propagandistischer Hinsicht – relativ frei gewesen waren, kam kurz vor einem weiteren „Erwerbslosentag“ am 10. September die Thematik – in Verbindung mit den Wahlarbeiten – erneut in die Schlagzeilen. „Nicht weniger als 5 Stunden lang marschierten“ laut HVZ die „nichtendenwollenden Reihen der hungernden Kolonnen“ unter „der Fahne der RGO“ (Revolutionäre Gewerkschafts-Opposition), die sich der Problematik besonders angenommen hatte.

„Aus den einzelnen Stadtteilen kommend, durchzogen die Erwerbslosen die Viertel der Mietskasernen und vereinigten sich auf dem Lübecker-Tor-Feld. Über eine halbe Stunde währte es, ehe die letzten Demonstranten den Platz verlassen konnten. Über St. Georg gelangte man nach Hammerbrook, einem typischen Reichsbannerviertel. An den Balkonen hängen SPD-Transparente, denen die der Liste 4 etwas schwächer entgegenstehen. Im Sprechchor, mit den Fingern auf die verlogenen Versprechungen, die auf den SPD-Transparenten verkündet werden, zeigend, ertönt aus dem Munde der Marschierenden:
‚Wer hat uns verraten?
Die Sozialdemokraten!
Wer macht uns frei?
Die Kommunistische Partei!‘
Andere Gruppen rufen:
‚Tod den Faschisten!
Wählt Kommunisten, Liste 4!‘
In unzähligen Karikaturen steckte mehr proletarische Sprache als man erklären kann. Die Arbeiter der Innenstadt hatten die arbeiterfeindlichen Parteien der Reihe nach aufmarschieren lassen: Liste 1, darstellend einen Galgen, der fundamentiert ist mit dem Zörgiebelschen Kommissstiefel, Liste 5, einem Kapitalisten, aus dessen Zylinder ein Schornstein herausragt und der Profite einheimst; Liste 9, den weißen Terror usw. Andere Gruppen führten Transparente in großer Blockschrift mit: Wählt KPD, Liste 4!
Ihnen folgten Propagandawagen. Einer dieser fährt die bürgerliche Presse auf, an denen die Fliegen hängen geblieben sind wie an einem Fliegenfänger. Darunter steht:
‚Wollt ihr nicht auf den Leim gehen, wie diese Fliegen, dann lest die Hamburger Volkszeitung!‘“

Am 31. August galt der Kampf der KPD der „Hungerdiktatur“, und am Tag nach dem besonderen Aktionstag der Arbeitslosen waren es die „Hungerbataillone“, die marschierten (HVZ vom 11. September). Die „Hunger-Weihnachten 1931“ (HVZ vom 5. Dezember) wurden außer in der rein politischen Propaganda („Statt Bettelsuppen – Kampf für Arbeit und Brot!“) von kulturellen Veranstaltungen mit Solidaritätsbekundungen bestimmt. Hungerdemonstrationen setzten sich noch bis 1932 fort.

## Der RFB im spanischen Bürgerkrieg und als Vorbild für die bewaffneten DDR-Organe
Viele Rote Frontkämpfer folgten „dem Ruf der Partei und kämpfen in den Reihen der Internationalen Brigaden“ (Finker) gegen Franco ebenso wie gegen Anarchisten. In der „Centuria Thälmann“ kämpften Personen wie Richard Staimer aus Nürnberg, Albert Schreiner aus Berlin und der Hamburger RFB-Mann Wilhelm Fellendorf. Einige kämpften während des Zweiten Weltkrieges an der Seite der Roten Armee.
Nach dem Ende des Krieges waren Finker zufolge viele „Aktivisten der ersten Stunde“ bereit, „die Voraussetzungen für die sozialistische Revolution zu schaffen“. Es muss noch näher erforscht werden, welche Positionen z. B. der Volkspolizei (ab 1945), der Kasernierten Volkspolizei (ab 1948), den „Wehrsportgemeinschaften“ der FDJ in den Jahren 1950/51 der „Gesellschaft für Sport und Technik“ (GST) oder später der Nationalen Volksarmee (NVA) die ehemaligen Roten Frontkämpfer besetzten. Bekannt ist die Position Erich Honeckers und Erich Mielkes, die – wie viele führende Mitglieder der SED – während der Weimarer Republik im RFB oder in der RJ gewesen waren.

## Gruß

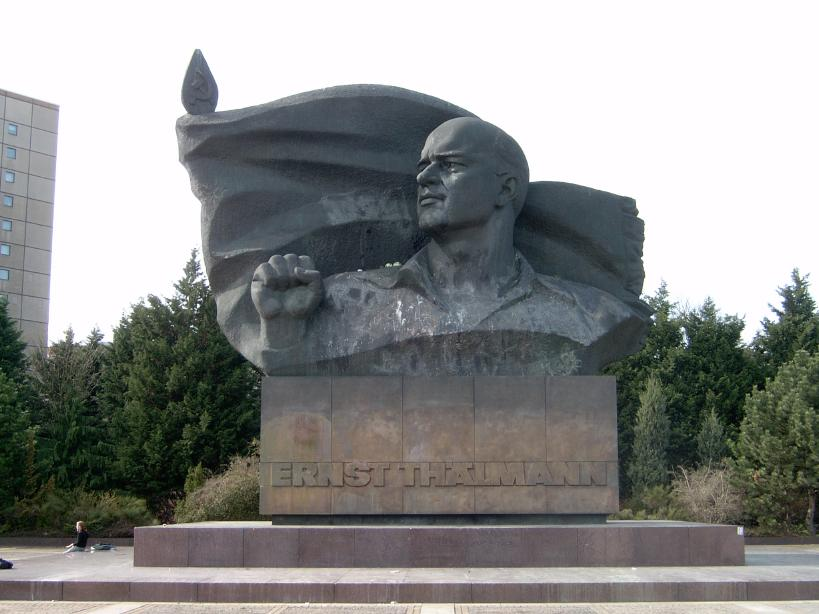
Ernst-Thälmann-Denkmal in Berlin mit visualisierter Grußformel des RFB

Die Grußform des Rotfrontkämpferbundes war ein gesprochenes „Rotfront“, wobei der Grüßende seinen rechten Unterarm ruckartig (zackig) bis auf Kopfhöhe anhob und mit seiner Hand eine geballte Faust formte, bei der der Handrücken vom Betrachter abgewandt, sprich nach hinten gerichtet, war.
Die angehobene und geschlossene Faust symbolisierte die „geballte Kraft der Arbeiterklasse“ und assoziiert daher auch Stärke und Widerstandsfähigkeit.

## In Russland
„Rot Front“ ist auch der Name einer Moskauer Süßwarenfabrik. Das 1826 gegründete und älteste Unternehmen seiner Art in Russland wurde nach einem Besuch von Ernst Thälmann in der Sowjetunion im Jahre 1931 zu Ehren des RFB umbenannt.